# Ронђуна (Кјети)
Ронђуна (итал. Rongiuna) је насеље у Италији у округу Кјети, региону Абруцо.
Према процени из 2011. у насељу је живело 20 становника. Насеље се налази на надморској висини од 401 м.